# だめんず・コップ
『だめんず・コップ』（Super Troopers）は、2001年のアメリカ合衆国のコメディ映画。
監督・主演はジェイ・チャンドラセカール。2001年1月に開催されたサンダンス映画祭で初上映された。
本国ではカルト的な人気を集め、2018年には続編『だめんず・コップ2』も作られた。日本では劇場未公開だが、レンタルがDVD・VHSで、セルがネット配信限定で行われている。

## ストーリー
アメリカのとある片田舎。 ハイウェイ・パトロールのソーン、ロッド・ファーバ、マック、ラビット、フォスターは仕事もろくにせず、一般人へイタズラを仕掛けて楽しんでいた。そんな5人の縄張りであるハイウェイに割り込んで来ては手柄を取っていく地元警察の連中を彼らは目の敵にしている。だがある時、市の予算削減のため、ハイウェイ・パトロールの廃止が決定してしまう。そこで５人組はハイウェイ・パトロールを存続させるため、麻薬王のジョニー・チンポを追う。

## キャスト
- ソーン: ジェイ・チャンドラセカール（英語版）
- ロッド・ファーバ: ケビン・ヘファーナン（英語版）
- マック: スティーブ・レミー（英語版）
- ラビット: エリック・ストルハンスク（英語版）
- フォスター: ポール・ソーター（英語版）
- オヘイガン: ブライアン・コックス
- グレイディ署長: ダニエル・フォン・バーゲン
- ラリー・ジョンソン: ジム・ガフィガン（英語版）

## 作品の評価
この映画は評価が低く、Rotten Tomatoesでは、映画は88のレビューに基づいて35％の評価でRotten（腐っている）となったが、2001年度サウス・バイ・サウスウエスト映画祭で観客賞を受賞している。